# リンジー伯爵 (スコットランド貴族)
リンジー伯爵（英: Earl of Lindsay）はイギリスの伯爵、貴族。スコットランド貴族爵位。リンジー卿を前身として、リンジー氏族の一員である第10代リンジー卿ジョン・リンジーが1633年に叙位されたことに始まる。主家の爵位であるクロフォード伯爵位を6代にわたって保有したが、1808年にリンジー伯爵から分離したため、現在は継承権者を異にする。
 
本項においては、関連性の高いリンジー卿、ガーノック子爵及びベスーン準男爵の歴史に関しても触れる。

## 歴史

### 貴族となる以前のリンジー家

バイアーズ地方のリンジー氏族紋章。

リンジー家は、クロフォード領主リンジー家（のちのクロフォード伯爵家）を本家とするリンジー氏族のうち、その分家筋にあたる家柄である。すなわち、第6代クロフォード領主デイヴィッドの四男にあたるウィリアム・リンジー(生没年未詳)は、ナイトに叙された傍系の人物で、分家リンジー家の始祖となった。
さらに、その子ウィリアム(生没年未詳)は併せてアバコーン領主(Lord of Abercorn)も兼ねた。
その子のジョン・リンジー(?-1482)はスコットランド民事控訴院判事（Lord of Session）や国王ジェームズ1世の身代金引渡し時の人質を務めた人物である。彼は1455年2月22日にスコットランド貴族として「バイアーズのリンジー卿(Lord Lindsay of the Byres)」を授けられたが、これがリンジー家の貴族としての嚆矢となった。

### リンジー卿位を得る
初代卿が1482年に没すると、卿位は長男デイヴィッド、次男ジョン、三男パトリックの順に継承された。
4代卿パトリック(?-1526)はフロドゥンの戦いに参加したほか、王妃マーガレット・テューダー付顧問官の一人に選ばれている。彼ののちは直系の孫ジョンが爵位を相続した。以降もしばらくの間、5代卿ジョンの子孫によって継承される。
6代卿パトリック(1521–1589)はスコットランド宗教改革の強力な支援者であったほか、メアリー女王の秘書リッチオ殺害事件に加わって、公然と女王に反旗を翻した。
その孫の8代卿ジョン(?-1609)には男子がおらず、爵位は弟ロバート(9代卿)が継承した。

### 伯爵位叙爵と分家ガーノック子爵家創設

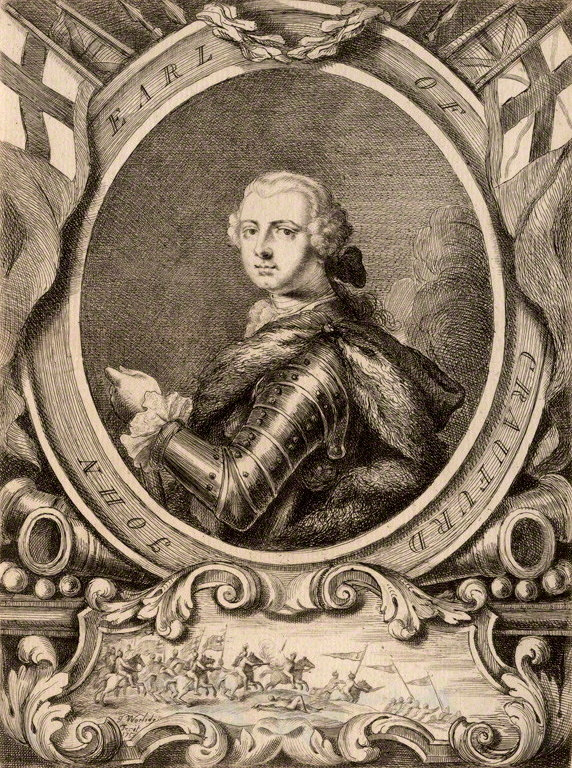
4代伯ジョン。彼の死後、爵位はガーノック子爵家へと移行した。

9代卿の子である10代卿ジョン(c.1598–1678)は1633年に「リンジー伯爵(Earl of Lindsay)」及び「パーブロース卿(Lord Parbroath)」に叙せられた。また、本家筋にあたる『王党派伯爵』こと第16代クロフォード伯爵は初代伯リンジー伯爵ジョンに優先的に爵位を継承させるべく、1642年にクロフォード伯爵位を返上して再叙爵された（ノヴォダマス）。これに伴って、ジョンがクロフォード伯爵位の推定相続人になった。さらに1644年にはスコットランド王国議会によって16代伯の爵位が剥奪され、代わりに彼に与えられた。これを同議会の越権行為であるとする見解もあるが、チャールズ1世は1646年にリンジーの爵位継承を承認したことで、リンジー伯爵がクロフォード伯爵を兼ねることとなった。
また、初代伯の五男パトリックの子ジョン・リンジー=クロフォード(1669-1708)は1703年に「ガーノック子爵(Viscount of Garnock)」及び「キングスバーン及びドラムリーのキルバーニー卿(Lord Kilbirnie, Kingsburn and Drumry)」に叙されて、伯爵家の分家が誕生している。一方でリンジー伯爵位に関しては、初代伯ののち4代伯まで直系男子による爵位の継承が続いた。
4代伯ジョン(1702-1749)が嗣子のないまま死去すると、はとこ甥にあたるガーノック子爵家当主ジョージ・リンジー=クロフォード(5代伯)が爵位を継承した。ゆえに、これ以降は子爵位も伯爵位の従属爵位となった。
しかし、6代伯ジョージ(1758-1808)が生涯未婚のまま没すると、すべての爵位は休止した。
その後、4代卿の次男ウィリアムの子孫にあたる第2代準男爵サー・ジョン・トロッター・ベスーン(1827-1894)は爵位回復の請願を行ったのち、1878年4月5日に貴族院によって第10代リンジー伯爵として爵位の継承を認められた。なお、10代伯の父ヘンリー・リンジー＝ベスーン(1787-1851)は9代伯とみなされるほか、彼自身が1836年に(ファイフ州キニューカーの)準男爵(Baronet, of Kilconquhar in the County of Fife)を授けられていたことから、準男爵位が伯爵位に従属することとなった。また、彼はその姓を「リンジー」から、「ベスーン(Bethune)」へと改姓している。
他方、クロフォード伯爵位は第9代クロフォード伯爵からの分流バルカレス伯爵家へと継承されたため、2つの伯爵位は分離した。

### クロフォード伯位の分離後

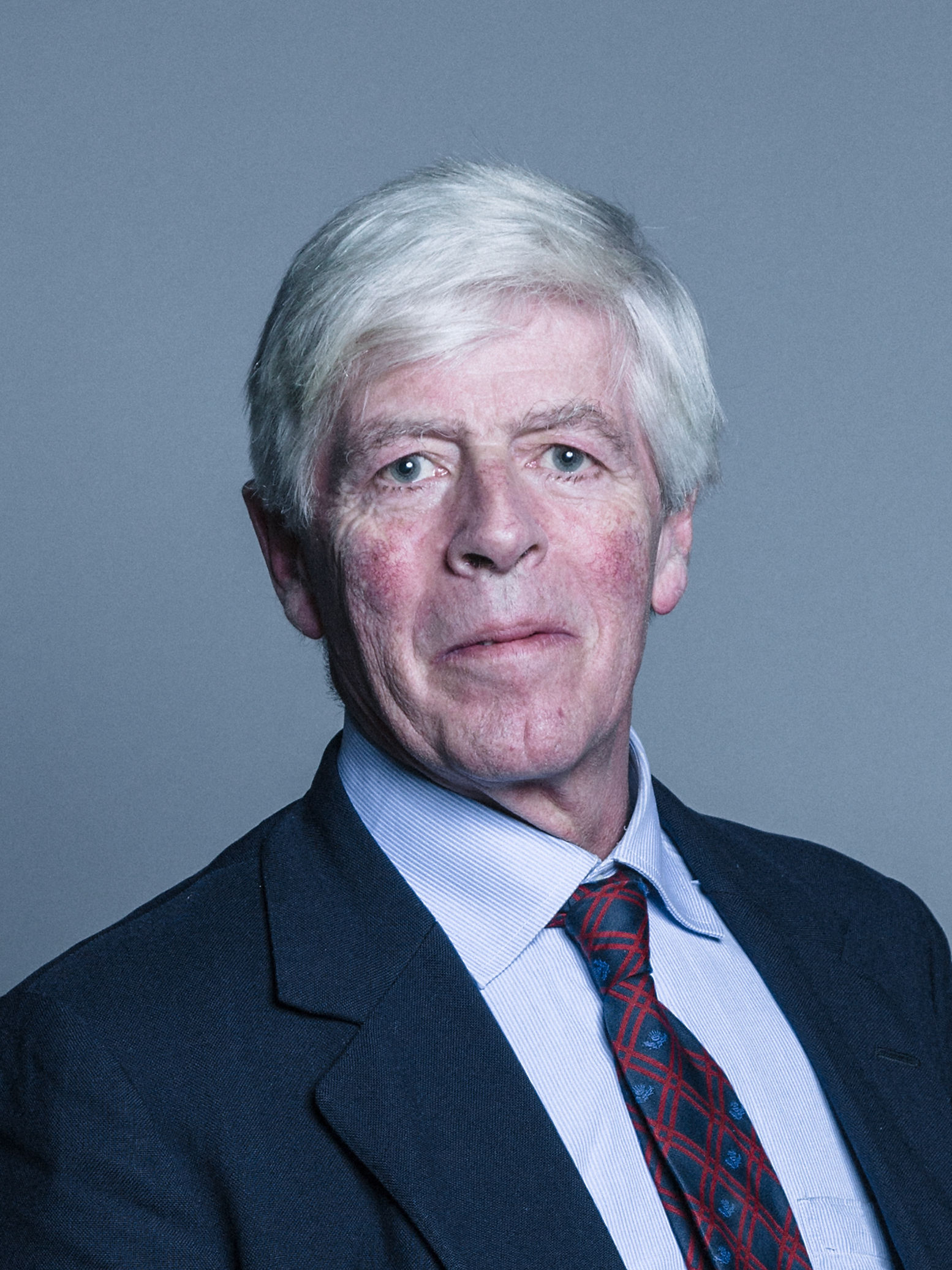
16代伯ジェームズ。現役の貴族院議員。

10代伯ジョンが子を残さず亡くなると準男爵位は廃絶した一方で、伯爵位は親族のデイヴィッド(11代伯)が継承した。
12代伯レジナルド(1867-1939)は貴族代表議員を務めたほか、一族の家名のスペリングに『e』を加えて「リンジー(Lindesay)」と改めた。彼には子がなかったため、爵位は弟アーチボルド、その子ウィリアムの順に継承された。
14代伯ウィリアム(1900-1985)はスコッツ・ガーズ連隊付少佐として第二次世界大戦に従軍したのち、父同様に貴族代表議員を務めた。
その孫にあたる16代伯ジェームズ(1955-)が2020年現在のリンジー伯爵家当主である。彼は1999年の貴族院法制定後も、引き続いて貴族院に籍を置く92人の世襲貴族の一人に選ばれたため、現在まで同院議員を務めている。

## 現当主の保有爵位
現当主である第16代リンジー伯爵ジェームズ・ランドルフ・リンジー＝ベスーンは、以下の爵位を有する。
- 第16代リンジー伯爵(16th Earl of Lindsay)
(1633年5月8日の勅許状によるスコットランド貴族爵位)
- 第15代ガーノック子爵(15th Viscount of Garnock)
(1703年11月26日の勅許状によるスコットランド貴族爵位)
- 第25代バイアーズのリンジー卿(25th Lord Lindsay of the Byres)
(1445年の勅許状によるスコットランド貴族爵位)
- 第16代パーブロース卿(16th Lord Parbroath)
(1633年5月8日の勅許状によるスコットランド貴族爵位)
- 第15代キングスバーン及びドラムリーのキルバーニー卿(15th Lord Kilbirnie, Kingsburn and Drumry)
(1703年11月26日の勅許状によるスコットランド貴族爵位)

## 一覧

### バイアーズのリンジー卿（1445年）
- 初代リンジー卿ジョン・リンジー (?-1482)
- 第2代リンジー卿デイヴィッド・リンジー（英語版） (?-1490)
- 第3代リンジー卿ジョン・リンジー (?-1497)
- 第4代リンジー卿パトリック・リンジー（英語版） (?-1526)
- 第5代リンジー卿ジョン・リンジー（英語版） (?-1563)
- 第6代リンジー卿パトリクック・リンジー（英語版） (1521–1589)
- 第7代リンジー卿ジェームズ・リンジー（英語版） (1554–1601)
- 第8代リンジー卿ジョン・リンジー (?-1609)
- 第9代リンジー卿ロバート・リンジー (?-1616)
- 第10代リンジー卿ジョン・リンジー (c.1598–1678) (1633年にリンジー伯爵叙爵)

### リンジー伯爵（1633年）
歴代伯爵のうち、斜体で示す人物はデ・ジュリとしての当主を示す。
- 初代リンジー伯爵ジョン・リンジー (c. 1598–1678) 第17代クロフォード伯爵
- 第2代リンジー伯爵ウィリアム・リンジー (1644–1698)
- 第3代リンジー伯爵ジョン・リンジー (?-1713) 第19代クロフォード伯爵
- 第4代リンジー伯爵ジョン・リンジー (1702–1749)
- 第5代リンジー伯爵ジョージ・リンジー＝クロフォード (1723–1781) 第21代クロフォード伯爵・第4代ガーノック子爵
- 第6代リンジー伯爵ジョージ・リンジー＝クロフォード (1758–1808) 第22代クロフォード伯爵・第5代ガーノック子爵
- (第7代リンジー伯爵)デイヴィッド・リンジー (?-1809) 4代卿の長男ジョンの子孫
- (第8代リンジー伯爵)パトリック・リンジー (1778–1839) 4代卿の長男ジョンの子孫
- (第9代リンジー伯爵)ヘンリー・リンジー＝ベスーン（英語版） (1787–1851) 4代卿の次男ウィリアムの子孫、初代キニューカーのベスーン準男爵
- 第10代リンジー伯爵ジョン・トロッター・ベスーン (1827–1894) 第2代キニューカーのベスーン準男爵
- 第11代リンジー伯爵デイヴィッド・クラーク・ベスーン (1832–1917)
- 第12代リンジー伯爵レジナルド・リンジー＝ベスーン（英語版） (1867–1939)
- 第13代リンジー伯爵アーチボルド・ライオネル・ベスーン (1872–1943)
- 第14代リンジー伯爵ウィリアム・タッカー・リンジー＝ベスーン (1901–1985)
- 第15代リンジー伯爵デイヴィッド・リンジー＝ベスーン（英語版） (1926–1989)
- 第16代リンジー伯爵ジェームズ・ランドルフ・リンジー＝ベスーン (1955-)

爵位の法定推定相続人は、現当主の息子であるガーノック子爵(儀礼称号)ウィリアム・ジェームズ・リンジー＝ベスーン(1990-)。

## ガーノック子爵（1703年）
- 初代ガーノック子爵ジョン・リンジー＝クロフォード (1669–1708)（初代リンジー伯爵の息子）
- 第2代ガーノック子爵パトリック・リンジー=クロフォード (1697–1735)
- 第3代ガーノック子爵ジョン・リンジー=クロフォード (1722–1738)
- 第4代ガーノック子爵ジョージ・リンジー＝クロフォード (1723–1781) (1749年にリンジー伯爵・クロフォード伯爵位継承)

以降の歴代子爵は、リンジー伯爵（1633年）を参照。

## (キニューカーのベスーン)準男爵（1836年）
- 初代準男爵サー・ヘンリー・リンジー＝ベスーン (1787–1851) (male line descendant of 4th Lord Byres)
- 第2代準男爵サー・ジョン・トロッター・ベスーン (1827–1894) 第10代リンジー伯爵 (1878年にリンジー伯爵として認定、1894年に準男爵位廃絶)

### 註釈
1. ↑  4代伯の死後は、第4代リンジー卿の長男ジョンの系統に遡って、その子孫デイヴィッドが形式上は爵位を襲ったとみなされる。デイヴィッドが嗣子のないまま亡くなると、同系統の親族パトリックが爵位を相続したとみられるが、彼も子のないまま死去したため、4代卿の長男の系統はすべて途絶えていた。
2. ↑  9代伯の祖父ヘンリーの末弟パトリック(1798-1872)の孫にあたる人物。